# Uropeltis smithi
Uropeltis smithi là một loài rắn trong họ Uropeltidae. Loài này được Gans mô tả khoa học đầu tiên năm 1966.